# Акінське наїбство
Акінське наїбство — адміністративна одиниця Російської імперії. Наїбство пізніше приєднаний до Чантинського наїбства. Нині територія входить до складу Галанчозького району Чечні. Існувало 1865—1869 рр..

## Межі
Північна межа Аккінського наибства від річки Гехи, в 5 ½ верстах нижче з'єднання її верхів'їв, вона проходить біля підошви гори Булуй-лама а до руїн аула Кяген-юрт, перетинає верхів'я річок Шалаж і Нетхой, до Кереламу, зустрічає лісистий яр з якого бере свій початок річка Чож.
Від верхів'їв річки Чож починається відокремлює Акінців від Мереджинського суспільства Західний кордон: прямуючи паралельно верхів'ям річки Фортанги, вона проходить біля підошви Ялхори лама, що перетинає велику дорогу від аула Ялхорою до Ст. Алкунську, минає височини Борзінти та Ліоуси-корт і досягає гори Цетті-корту.
Звідси йде південний кордон хребтом Ергети, що віддаляє Акінців від Цорінців і далі по верхівках лісистих гір суміжних з поселенням Кейнзев звідки беруть свої початки верхні притоки річки Гехі, до височини Гопань-Корта.
Тут початок стикається з Чечнею східного кордону, яка зустрічає на шляху своєму гори Койбі кор і Келесам доходить до річки Гехі і правим її берегом, вниз за течією на відстань 5 ½ верст досягає проти гори Буллой-лама початку вище описаного Північного кордону.